# Altreichenau (Neureichenau)
Altreichenau ist ein Gemeindeteil der Gemeinde Neureichenau im niederbayerischen Landkreis Freyung-Grafenau. Bis 1978 bildete es eine selbstständige Gemeinde.

## Lage
Das von Hotelbauten geprägte Altreichenau liegt im Bayerischen Wald am Fuße des Dreisessels etwa zwei Kilometer nordwestlich von Neureichenau.

## Geschichte
Um 1600 errichtete Achatz Reichenberger eine Glashütte zu Oberreichenau (Altreichenau) und ein Bauerngut zu Unterreichenau (Neureichenau). Der auch Althütten genannte Ort entstand nach 1600 im Zuge der Besiedelung des Dreisesselgebietes durch die Grafen Salburg, den Inhabern der Herrschaft Rannariedl. Um 1667 übernahm der Richter, Mautner und Bräuverwalter Adam Göschl die Glashütte in der Reichenau und verlegte sie nach Neureichenau, während Altreichenau sich zur Glasmachersiedlung entwickelte. Diese gehörte zum Amt und Pfleggericht Jandelsbrunn und bildete eine Hauptmannschaft im österreichischen Rannariedlischen Oberhofamt. Erst 1765 kam das Gebiet mit Altreichenau durch Kauf wieder zum Hochstift Passau. Die Glashütte in Neureichenau bestand bis 1780.
Der Ort wurde 1803 mit dem größten Teil des Hochstiftsgebietes zugunsten Erzherzogs Ferdinand von Toskana und seines Kurfürstentums Salzburg säkularisiert und fiel erst 1805 an Bayern. In der Folge kam Altreichenau zum 1806 gebildeten Landgericht Wolfstein und 1862 zum daraus ausgegliederten Landgericht Waldkirchen. Die Gemeinde Altreichenau ging mit dem bayerischen Gemeindeedikt von 1818 aus dem Steuerdistrikt Althütten I. Sektion Althütten hervor. 1862 wurde sie Teil des Bezirksamtes Wolfstein, aus dem der Landkreis Wolfstein hervorging. Ursprünglich gehörte zur Gemeinde außer Altreichenau/Althütten nur der Weiler Branntweinhäuser. Es entstanden allmählich weitere Siedlungen, und mit Wirkung vom 1. Januar 1946 wurde Hinterfreundorf mit Ostermühle von der Gemeinde Frauenberg zur Gemeinde Altreichenau geschlagen.
1952 umfasste sie die Gemeindeteile Altreichenau, Lackerau, Bernau, Binderbruck, Branntweinhäuser, Brennerin, Gänswies, Hinterfreundorf mit Ostermühle, Loiblau, Pleckenstein, Röhrndlberg, Spitzenberg, Stubenberg und Zielberg. Mit Wirkung vom 1. April 1952 wurde noch die Ortsflur Duschlberg von der Gemeinde Haidmühle zugewiesen. Ende der 1960er Jahre entstanden mit dem Aufschwung des Tourismus mehrere Hotels. Im Jahr 1970 lag die Gemeinde Altreichenau unter den damaligen 38 Gemeinden im Gebiet des heutigen Landkreises Freyung-Grafenau mit einer Kapazität von 806 Betten an vierter Stelle hinter Grafenau, Waldkirchen, Spiegelau und Schönberg. Am 1. Januar 1978 wurde die Gemeinde Altreichenau im Zuge der Gebietsreform in Bayern in die Gemeinde Neureichenau eingegliedert.
Die Pfarrei Altreichenau besteht seit 1941. Ein Teil des Ortes ist durch den Ferienpark Altreichenau geprägt. 1987 hatte Altreichenau 438 Einwohner.

## Kultur und Sehenswürdigkeiten

### Bauwerke
- Pfarrkirche St. Sigismund. Sie wurde 1932 erbaut und 1948/1949 erweitert.

### Regelmäßige Veranstaltungen
- Rauhnacht Altreichenau. Sie findet jedes Jahr am 5. Januar statt.
- Altreichenauer Dorffest

### Vereine
- Bayer. Rotes Kreuz Bereitschaft Altreichenau
- Freiwillige Feuerwehr Altreichenau
- Fremdenverkehrsverein Altreichenau
- DJK-SV Altreichenau. Der Verein wurde am 31. Juli 1965 gegründet.
- Kath. Frauenbund Altreichenau
- Kultur Verein Altreichenau e. V.
- Tennisclub Altreichenau
- VdK Ortsverband Altreichenau
- Soldaten- und Kriegerverein Altreichenau
- Wasserwacht Altreichenau

## Wirtschaft und Infrastruktur

### Bildung
- Grundschule Altreichenau